# Championnat de Madagascar de football 2018
Navigation
Saison précédente Saison suivante
La saison 2018 du Championnat de Madagascar de football est la 55e édition de la première division malgache, la THB Champions League. Le championnat se déroule en plusieurs phases consécutives :
- la première phase oppose 24 équipes (une par région, sauf pour la région d'Analamanga, où est située la capitale Antananarivo qui peut engager deux équipes et la province dont est issu le champion en titre, qui a également droit à une formation supplémentaire), en quatre poules de six équipes. Les trois premiers de chaque poule se qualifient pour la suite de la compétition.
- les douze clubs qualifiés sont à nouveau répartis en deux poules de six et s'affrontent une seule fois. Cette fois-ci, seuls les deux premiers se qualifient pour la phase suivante.
- enfin, la Poule des As oppose les quatre formations encore en lice. Elles se rencontrent deux fois et l'équipe en tête du classement final est sacrée championne de Madagascar.

Le tenant du titre, CNAPS Sport, est issu de la région d'Itasy, qui a donc droit à deux représentants en championnat cette saison.
C’est le quintuple tenant du titre, CNAPS Sport qui remporte à nouveau la compétition cette saison, après avoir terminé en tête de la poule des As, avec trois points d'avance sur FOSA Juniors FC. Il s'agit du septième titre de champion de Madagascar de l’histoire du club.

## Les clubs participants
- FC Metal (Diana)
- FC Iharana
- CNAPS Sport (Itasy)
- RTS-Jet Mada (Itasy)
- AS Saint-Michel (Analamanga)
- FC Manjaka (Ihorombe)
- FC Vakinankaratra (Vakinankaratra)
- Ajesaia (Bongolava)
- TAM Port Berger (Sofia)
- FOSA Juniors FC (Boeny)
- FC Maeva (Betsiboka)
- MTM Melaky (Melaky)
- FC Amparafaravola (Alaotra Mangoro)
- Akon'Ambatomena (Haute Matsiatra)
- FC Léopard  (Analanjirofo)
- FC AZ(Amoron'i Mania)
- Fils d'Eléphant (Anosy)
- VFM (Vatovavy-Fitovinany)
- Ascoimi Mahanoro (Atsimo-Atsinanana)
- Rabaza FC (Atsimo-Atsinanana)
- FC Olympique Belo/Na (Menabe)
- 3FB Toliara (Atsimo Andrefana)
- Racing Soma Beach
- AS Espoir (Androy)

## Compétition
Le barème utilisé pour établir le classement est le suivant :
- Victoire : 3 points
- Match nul : 1 point
- Défaite, forfait ou abandon : 0 point

### Première phase
| Rang | Équipe          | Pts | J | G | N | P | Bp | Bc | Diff |
| ---- | --------------- | --- | - | - | - | - | -- | -- | ---- |
| 1    | FOSA Juniors FC | 15  | 5 | 5 | 0 | 0 | 19 | 1  | +18  |
| 2    | CNAPS SportT    | 12  | 5 | 4 | 0 | 1 | 19 | 2  | +17  |
| 3    | TAM Port Berger | 9   | 5 | 3 | 0 | 2 | 11 | 11 | 0    |
| 4    | FC Metal        | 4   | 5 | 1 | 1 | 3 | 10 | 13 | -3   |
| 5    | FC Iharana      | 4   | 5 | 1 | 1 | 3 | 7  | 18 | -11  |
| 6    | FC Maeva        | 0   | 5 | 0 | 0 | 5 | 3  | 24 | -21  |

| Rang | Équipe            | Pts | J | G | N | P | Bp | Bc | Diff |
| ---- | ----------------- | --- | - | - | - | - | -- | -- | ---- |
| 1    | Ajesaia           | 15  | 5 | 5 | 0 | 0 | 17 | 2  | +15  |
| 2    | FC Amparafaravola | 12  | 5 | 4 | 0 | 1 | 12 | 9  | +3   |
| 3    | MTM Melaky        | 5   | 5 | 1 | 2 | 2 | 9  | 10 | -1   |
| 4    | Ascoimi Mahanoro  | 5   | 5 | 1 | 2 | 2 | 6  | 10 | -4   |
| 5    | Racing Soma Beach | 5   | 5 | 1 | 2 | 2 | 5  | 8  | -3   |
| 6    | FC Léopard        | 0   | 5 | 0 | 0 | 5 | 3  | 13 | -10  |

| Rang | Équipe               | Pts | J | G | N | P | Bp | Bc | Diff |
| ---- | -------------------- | --- | - | - | - | - | -- | -- | ---- |
| 1    | RTS-Jet Mada         | 13  | 5 | 4 | 1 | 0 | 11 | 1  | +10  |
| 2    | AS Saint-Michel      | 11  | 5 | 3 | 2 | 0 | 7  | 2  | +5   |
| 3    | FC Vakinankaratra    | 7   | 5 | 2 | 1 | 2 | 6  | 3  | +3   |
| 4    | FC AZ                | 7   | 5 | 2 | 1 | 2 | 4  | 5  | -1   |
| 5    | Rabaza FC            | 4   | 5 | 1 | 1 | 3 | 3  | 6  | -3   |
| 6    | FC Olympique Belo/Na | 0   | 5 | 0 | 0 | 5 | 0  | 14 | -14  |

| Rang | Équipe            | Pts | J | G | N | P | Bp | Bc | Diff |
| ---- | ----------------- | --- | - | - | - | - | -- | -- | ---- |
| 1    | 3FB Toliara       | 12  | 4 | 4 | 0 | 0 | 8  | 1  | +7   |
| 2    | Fils d'Eléphant   | 9   | 4 | 3 | 0 | 1 | 6  | 4  | +2   |
| 3    | Akon'Ambatomena   | 6   | 4 | 2 | 0 | 2 | 10 | 4  | +6   |
| 4    | VFM               | 3   | 4 | 1 | 0 | 3 | 2  | 5  | -3   |
| 5    | FC Manjaka        | 0   | 4 | 0 | 0 | 4 | 1  | 13 | -12  |
| 6    | AS Espoir Forfait | 0   | 0 | 0 | 0 | 0 | 0  | 0  | 0    |

### Deuxième phase
| Rang | Équipe             | Pts | J | G | N | P | Bp | Bc | Diff |
| ---- | ------------------ | --- | - | - | - | - | -- | -- | ---- |
| 1    | FOSA Juniors FC    | 9   | 4 | 3 | 0 | 1 | 19 | 3  | +16  |
| 2    | AS Saint-Michel    | 7   | 4 | 2 | 1 | 1 | 16 | 5  | +11  |
| 3    | RTS-Jet Mada       | 7   | 4 | 2 | 1 | 1 | 8  | 5  | +3   |
| 4    | TAM Port Berger    | 6   | 4 | 2 | 0 | 2 | 7  | 8  | -1   |
| 5    | FC Amparafaravola  | 0   | 4 | 0 | 0 | 4 | 1  | 30 | -29  |
| 6    | MTM Melaky Forfait | 0   | 0 | 0 | 0 | 0 | 0  | 0  | 0    |

| Rang | Équipe            | Pts | J | G | N | P | Bp | Bc | Diff |
| ---- | ----------------- | --- | - | - | - | - | -- | -- | ---- |
| 1    | CNAPS SportT      | 15  | 5 | 5 | 0 | 0 | 15 | 2  | +13  |
| 2    | FC Vakinankaratra | 9   | 5 | 3 | 0 | 2 | 12 | 7  | +5   |
| 3    | Ajesaia           | 9   | 5 | 3 | 0 | 2 | 18 | 5  | +13  |
| 4    | 3FB Toliara       | 7   | 5 | 2 | 1 | 2 | 8  | 8  | 0    |
| 5    | Akon'Ambatomena   | 4   | 5 | 1 | 1 | 3 | 4  | 7  | -3   |
| 6    | Fils d'Eléphant   | 0   | 5 | 0 | 0 | 5 | 1  | 29 | -28  |

### Poule des As
| Rang | Équipe            | Pts | J | G | N | P | Bp | Bc | Diff |
| ---- | ----------------- | --- | - | - | - | - | -- | -- | ---- |
| 1    | CNAPS SportT      | 13  | 6 | 4 | 1 | 1 | 9  | 3  | +6   |
| 2    | FOSA Juniors FC   | 10  | 6 | 3 | 1 | 2 | 9  | 6  | +3   |
| 3    | AS Saint-MichelC  | 7   | 6 | 2 | 1 | 3 | 9  | 12 | -3   |
| 4    | FC Vakinankaratra | 4   | 6 | 1 | 1 | 4 | 9  | 13 | -4   |

|  | Qualification pour la Ligue des champions de la CAF 2018-2019    |
|  | Qualification pour la Coupe de la confédération 2018-2019        |
|  | T : Tenant du titre C : Vainqueur de la Coupe de Madagascar 2018 |

## Bilan de la saison
| Championnat de Madagascar de football 2018 |                        |
| Champion                                   | CNAPS Sport (7e titre) |
| Coupes et trophées                         |                        |
| Vainqueur de la Coupe de Madagascar 2018   | AS Saint-Michel        |
| Qualifications continentales               |                        |
| Ligue des champions de la CAF 2018-2019    | CNAPS Sport            |
| Coupe de la confédération 2018-2019        | AS Saint-Michel        |
| Promotions et relégations                  |                        |
| Promus en THB Champions League             | Aucun                  |
| Relégués                                   | Aucun                  |